# Acht van Chaam
Acht van Chaam (en español: Ocho de Chaam) es una carrera ciclista no profesional de ciclistas en categoría tanto masculina como femenina, que se disputa en la localidad de Chaam, Países Bajos. La primera edición se disputó en 1933 y desde incluye 2001 la categoría femenina.

## Palmarés

### Hombres
| Año       | Ganador                                  | Segundo                                  | Tercero                                  |
| --------- | ---------------------------------------- | ---------------------------------------- | ---------------------------------------- |
| 1933      | Matthijs van Oers                        | Armand Haesendonck                       | Frans Dictus                             |
| 1934      | Frans Dictus                             | Edward Vissers                           | Camiel Michielsen                        |
| 1935      | Karel Kaers                              | Cees Pellenaars                          | Frans Dictus                             |
| 1936      | Karel Kaers                              | Alfons Korthout                          | Frans Spiessens                          |
| 1937      | Gerrit van de Ruit                       | Theo Middelkamp                          | Frans Slaats                             |
| 1938      | Karel Kaers                              | Gerrit Schulte                           | Theo Middelkamp                          |
| 1939      | Gerrit Schulte                           | John Braspenninckx                       | Janus Hellemans                          |
| 1940      | Cor de Groot                             | Cees Valentijn                           | Frans Pauwels                            |
| 1941-46   | suspendida por la Segunda Guerra Mundial | suspendida por la Segunda Guerra Mundial | suspendida por la Segunda Guerra Mundial |
| 1947      | Cees Joosen                              | Piet van As                              | Louis Motké                              |
| 1948      | André de Korver                          | Theo Hopstaken                           | Cees Joosen                              |
| 1949      | John Braspennincx                        | Joep Savelsberg                          | Piet van As                              |
| 1950      | Wout Wagtmans                            | Gérard van Beek                          | Gerrit Voorting                          |
| 1951      | Karel Leysen                             | Henk Faanhof                             | René Mertens                             |
| 1952      | Wout Wagtmans                            | Gerrit Voorting                          | Piet van As                              |
| 1953      | Wim van Est                              | Gerrit Voorting                          | Adri Voorting                            |
| 1954      | Gerrit Voorting                          | Wim van Est                              | Marcel Janssens                          |
| 1955      | Wim van Est                              | Jan Konings                              | Gijs Pauw                                |
| 1956      | Rik Van Steenbergen                      | Gerrit Schulte                           | Gerrit Voorting                          |
| 1957      | Frans Mahn                               | Leo van de Brand                         | Bran van Sluijs                          |
| 1958      | Rik Van Steenbergen                      | Wim van Est                              | Leo Prost                                |
| 1959      | Joop van der Putten                      | Leo van der Pluym                        | Bram Kool                                |
| 1960      | Rik Van Steenbergen                      | Albert van Egmond                        | Piet Damen                               |
| 1961      | Rik Luyten                               | Joseph Groussard                         | Piet Damen                               |
| 1962      | Willy Vannitsen                          | Rik Luyten                               | Joop van der Putten                      |
| 1963      | Jo De Roo                                | Guillaume Van Tongerloo                  | Wim van Est                              |
| 1964      | Jo De Roo                                | Jan Boonen                               | Jaap Kersten                             |
| 1965      | Cees Lute                                | Gerben Karstens                          | Peter Post                               |
| 1966      | Gerben Karstens                          | Jozef Verachtert                         | Rik Luyten                               |
| 1967      | Jo De Roo                                | Gerard Vianen                            | John Brouwer                             |
| 1968      | Marinus Wagtmans                         | Jan Janssen                              | Cees Zoontjens                           |
| 1969      | Jan van Katwijk                          | Gerben Karstens                          | Jan Harings                              |
| 1970      | Jan Krekels                              | Harry Stevens                            | Leen Poortvliet                          |
| 1971      | Marinus Wagtmans                         | Gustaaf Van Roosbroeck                   | Gerard Harings                           |
| 1972      | Tino Tabak                               | Marian Polansky                          | Jos van der Vleuten                      |
| 1973      | Joop Zoetemelk                           | Gerben Karstens                          | Henk Benjamins                           |
| 1974      | Piet van Katwijk                         | Albert Hulzebosch                        | Jos Schipper                             |
| 1975      | Tino Tabak                               | Joop Zoetemelk                           | Patrick Sercu                            |
| 1976      | Aad van den Hoek                         | Ronald De Witte                          | Hennie Kuiper                            |
| 1977      | Dietrich Thurau                          | Rik Van Linden                           | Wilfried Wesemael                        |
| 1978      | Gerrie Knetemann                         | Jan Raas                                 | Theo Smit                                |
| 1979      | Gerrie Knetemann                         | Jan Raas                                 | Hennie Kuiper                            |
| 1980      | Jan Raas                                 | Leo van Vliet                            | Piet van Katwijk                         |
| 1981      | Roy Schuiten                             | Johan van der Velde                      | Adri van Houwelingen                     |
| 1982      | Johan van der Velde                      | Peter Winnen                             | Jan Raas                                 |
| 1983      | Henk Lubberding                          | Frits Pirard                             | Jan Raas                                 |
| 1984      | Jacques Hanegraaf                        | Gerard Veldscholten                      | Leo van Vliet                            |
| 1985      | Eddy Planckaert                          | Adrie van der Poel                       | Jan van Houwelingen                      |
| 1986      | Adrie van der Poel                       | Johan van der Velde                      | Steven Rooks                             |
| 1987      | Erik Breukink                            | Stephen Roche                            | Pedro Delgado                            |
| 1988      | Steven Rooks                             | Pedro Delgado                            | Gerrit Solleveld                         |
| 1989      | Jelle Nijdam                             | Jean-Paul van Poppel                     | Sean Kelly                               |
| 1990      | Gerrit Solleveld                         | Olaf Ludwig                              | Erik Breukink                            |
| 1991      | Gert-Jan Theunisse                       | Jean-Paul van Poppel                     | Jelle Nijdam                             |
| 1992      | Jean-Paul van Poppel                     | Jelle Nijdam                             | Jan Siemons                              |
| 1993      | Eddy Bouwmans                            | Zenon Jaskuła                            | Gert Jacobs                              |
| 1994      | Serguei Outschakov                       | Hendrik Redant                           | Maarten den Bakker                       |
| 1995      | George Hincapie                          | Thomas Fleischer                         | Servais Knaven                           |
| 1996      | Mike Weissmann                           | Johan Capiot                             | Jeroen Blijlevens                        |
| 1997      | Adrie van der Poel                       | Servais Knaven                           | Erik Dekker                              |
| 1998      | Jeroen Blijlevens                        | Robbie McEwen                            | Léon van Bon                             |
| 1999      | Michael Boogerd                          | George Hincapie                          | Servais Knaven                           |
| 2000      | Marco Pantani                            | Léon van Bon                             | Jans Koerts                              |
| 2001      | Servais Knaven                           | Jans Koerts                              | Jan Ullrich                              |
| 2002      | Erik Dekker                              | Servais Knaven                           | Rudi Kemna                               |
| 2003      | Servais Knaven                           | Aleksandr Vinokurov                      | Alessandro Petacchi                      |
| 2004      | Ivan Basso                               | Max van Heeswijk                         | Thor Hushovd                             |
| 2005      | Tom Boonen                               | Léon van Bon                             | Servais Knaven                           |
| 2006      | Michael Boogerd                          | Stef Clement                             | Steven de Jongh                          |
| 2007      | Koos Moerenhout                          | Mauricio Soler                           | Bram Tankink                             |
| 2008      | Óscar Freire                             | Robbie McEwen                            | Lars Boom                                |
| 2009      | Laurens ten Dam                          | Andy Schleck                             | Steven de Jongh                          |
| 2010      | Niki Terpstra                            | Robert Gesink                            | Servais Knaven                           |
| 2011      | Johnny Hoogerland                        | Fränk Schleck                            | Niki Terpstra                            |
| 2012      | Bauke Mollema                            | Tom Veelers                              | Haimar Zubeldia                          |
| 2013      | Marcel Kittel                            | Danny van Poppel                         | Boy van Poppel                           |
| 2014      | Niki Terpstra                            | Lars Boom                                | Tom Veelers                              |
| 2015      | Robert Gesink                            | Daniel Teklehaimanot                     | Stef Clement                             |
| 2016      | Stef Clement                             | Bauke Mollema                            | Danny van Poppel                         |
| 2017      | Chris Froome                             | Bauke Mollema                            | Dylan Groenewegen                        |
| 2018      | Tom Dumoulin                             | Steven Kruijswijk                        | Mathieu van der Poel                     |
| 2019      | Egan Bernal                              | Steven Kruijswijk                        | Dylan Groenewegen                        |
| 2020-2021 | No se disputó                            |                                          |                                          |
| 2022      | Fabio Jakobsen                           | Mathieu van der Poel                     | Dylan van Baarle                         |
| 2023      | Mathieu van der Poel                     | Wout Poels                               | Jasper Philipsen                         |
| 2024      | Mark Cavendish                           | Cees Bol                                 | Biniam Girmay                            |

### Mujeres
| Año  | Ganadora                      | Segunda              | Tercera               |
| ---- | ----------------------------- | -------------------- | --------------------- |
| 1992 | Monique Knol                  | M. Groen             | A. Artmann            |
| 2001 | Leontien Zijlaard-van Moorsel | Andrea Bosman        | Sandra Rombouts       |
| 2002 | Leontien Zijlaard-van Moorsel | Madeleine Lindberg   | Sandra Rombouts       |
| 2003 | Vera Koedooder                | Ghita Beltman        | Elsbeth Van Rooy-Vink |
| 2004 | Leontien Zijlaard-van Moorsel | Arenda Grimberg      | Daphny van den Brand  |
| 2005 | No se disuputó                | No se disuputó       | No se disuputó        |
| 2006 | Suzanne de Goede              | Sandra Rombouts      | Marianne Vos          |
| 2007 | Marianne Vos                  | Ellen van Dijk       | Regina Bruins         |
| 2008 | Vera Koedooder                | Jaccolien Wallaard   | Lizzie Armitstead     |
| 2009 | Marianne Vos                  | Nikki Harris         | Arenda Grimberg       |
| 2010 | Chantal Blaak                 | Hanka Kupfernagel    | Loes Gunnewijk        |
| 2011 | Marianne Vos                  | Vera Koedooder       | Sarah Düster          |
| 2012 | Nina Kessler                  | Esra Tromp           | Rebecca Talen         |
| 2013 | Thalita de Jong               | Amy Pieters          | Loes Gunnewijk        |
| 2014 | Marianne Vos                  | Vera Koedooder       | Thalita de Jong       |
| 2015 | Thalita de Jong               | Hanka Kupfernagel    | Vera Koedooder        |
| 2016 | Marianne Vos                  | Anna van der Breggen | Thalita de Jong       |
| 2017 | Marianne Vos                  | Anna van der Breggen | Nina Kessler          |
| 2018 | Marianne Vos                  | Lauretta Hanson      | Natalie van Gogh      |
| 2019 | Marianne Vos                  | Annemiek van Vleuten | Floortje Mackaij      |

Sources